# Phase Alternating Line

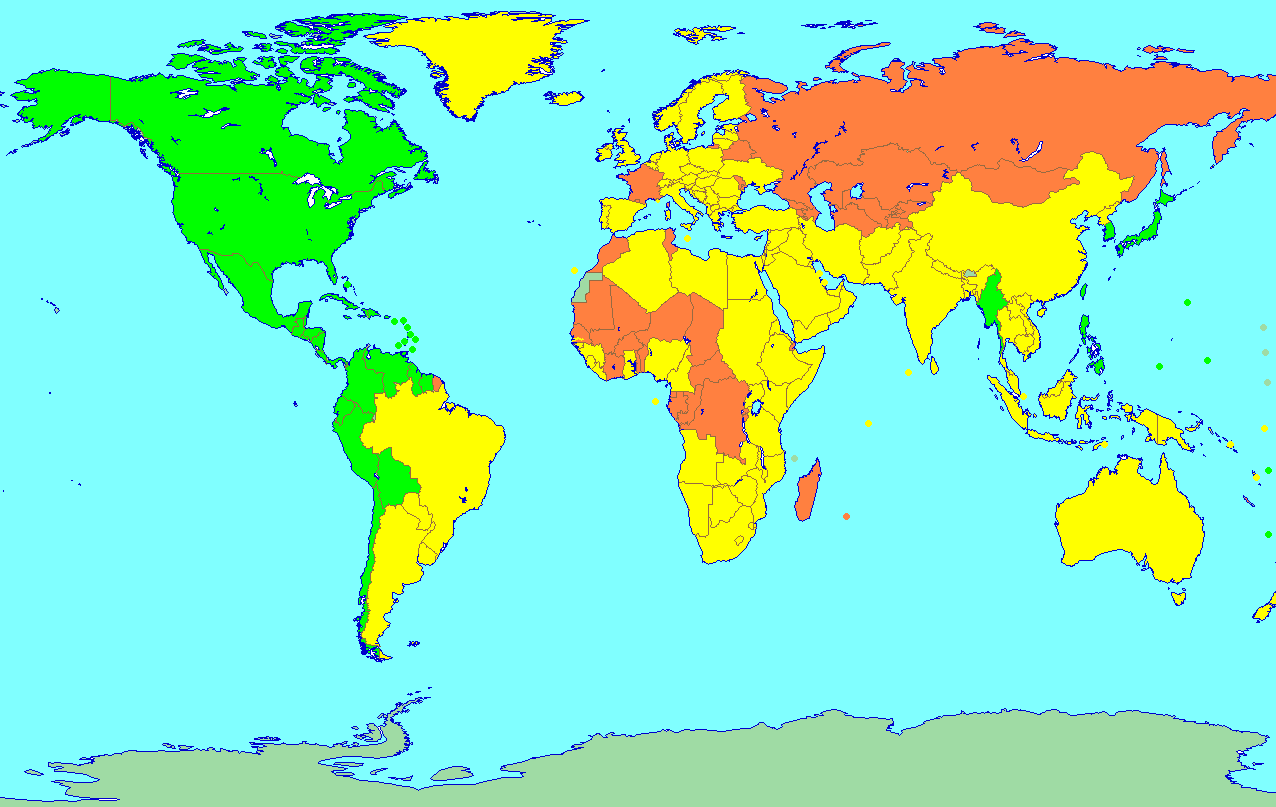
PAL of stapt over naar PAL
NTSC
SECAM
geen informatie

Phase Alternating Line PAL was in grote delen van de wereld de standaard voor kleurentelevisie, toen die nog  analoog was. Het werd in West-Europa gebruikt, behalve Frankrijk, en in een groot aantal andere landen. Dat is met de komst van de digitale televisie veranderd.
PAL wordt haast altijd gecombineerd met de televisiesystemen B en G of een ander systeem met 625 beeldlijnen per beeld en 25 beelden per seconde. De lijnfrequentie wordt daarmee 15.625 Hz, de karakteristieke fluittoon van televisies die jongeren nog kunnen horen. Brazilië is een uitzondering, hier wordt PAL gecombineerd met het Amerikaanse systeem M, dus met 525 lijnen en 29,97 beelden per seconde. De lijnfrequentie bedraagt 15.734,25 Hz. YUV is de kleurcodering van PAL.
De kleurinformatie wordt meegestuurd als twee kleurverschilsignalen die in kwadratuurmodulatie op een hulpdraaggolf zijn gemoduleerd. Bij systeem B en G heeft deze een frequentie van 4.433.618,75 Hz. Door deze manier van coderen blijft het signaal compatibel met zwart-wittelevisies. Het nadeel is dat dergelijke signalen niet goed te decoderen zijn als de kleurendraaggolf in de ontvanger ook maar iets in fase verschilt. Dit wordt in PAL opgelost door de fase van het signaal na iedere beeldlijn om te keren en deze met de voorgaande beeldlijn te vergelijken. Vandaar de naam PAL. Het resultaat is dat er geen fasefout meer is en er nog hooguit een kleine kleurverzadigingsfout is.
Enkele van de bovenste onzichtbare lijnen worden sinds 1976 gebruikt om teletekst mee te versturen. Een opvolger van PAL is PALplus, waarin ook breedbeelduitzendingen kunnen worden gecodeerd.
Algemeen: A-N     Kleur: NTSC · PAL · SECAM